# 倒车碰撞

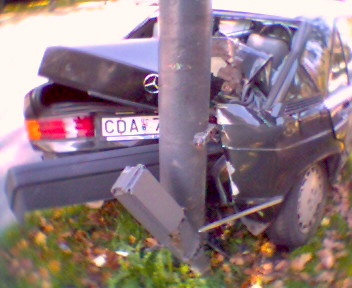
汽車倒车時撞到了街燈

倒车碰撞是指驾驶员在倒车時汽车撞到了物体、人或其他车辆上。尽管大多数汽车都配备了後視鏡，用來查看汽车后方的车辆，但通過后视镜未必能看到落入載具盲點的小孩或低矮的物体，而假如小孩或低矮的物体正位於車輛的正後方，即使通過後視鏡也看不到它們。